# Національна рада жінок США
Національна рада жінок Сполучених Штатів (NCW/US) — найстаріша  несектантська організація жінок в Сполучених Штатах Америки. Офіційно заснована в 1888 році, NCW/US є акредитованою неурядовою організацією (NGO) при Департаменті публічної інформації (UN/DPI) і має Консультативний статус при Економічній і соціальній раді Організації Об'єднаних Націй. (ECOSOC).

## Заснування
Під час підготовки в 1887—1888 роках до засідання Міжнародної ради жінок Мей Райт Сьюолл, активна членкиня Комітету домовленостей, запропонувала ідею доопрацювання результатів цього об'єднання жінок у постійні організації, присвячені піднесенню гендерної рівності. З її ретельно розробленої думки виникла постійна Міжнародна рада жінок і Національна рада жінок Сполучених Штатів, обидві організовані, а їхні центральні ради були обрані 31 березня 1888 року  у Вашингтоні, округ Колумбія. Першими офіційними членами Національної ради жінок Сполучених Штатів були Френсіс Віллард, президент; Сьюзен Б. Ентоні, віце-президент; Мері Ф. Істман, секретар звукозапису; М. Луїза Томас, скарбник (ПРИМІТКА: на фото вище зображена «Мінні» Луїза Томас із Сент-Луїса, а не Марія Луїза Палмер Томас (1825—1907) з Філадельфії, яка була пов'язана з NCW США.); Мей Райт Сьюолл, секретар-кореспондент. Вони прийняли та представили наступну преамбулу:
«Ми, жінки Сполучених Штатів Америки, вірячи, що найкраще благо людства буде досягнуто завдяки зусиллям до більшої єдності співчуття та цілей, і що добровільне об'єднання людей, які так об'єднані, найкраще слугуватиме найвищому благу сім'ї, громади, державі, цим вільно об'єднуються у федерацію всіх рас, віросповідань і традицій, щоб сприяти застосуванню Золотого правила до суспільства, звичаїв і закону».
Запрошувалися всі національні жіночі організації, зацікавлені в розвитку жіночої праці в освіті, благодійності, реформах та соціальній культурі. При вході організації до ради її президент ставав виконуючим обов'язки віце-президента в раді, а також вона мала право обирати одну особу, яка представляла б її у виконавчому комітеті ради. До складу правління входили генеральні посадові особи ради, а також президенти всіх організацій, що входять до неї, і по одному делегату від кожної організації, крім її президента. Ця рада також утворювала комісію з організації першого засідання ради, яке проводиться раз на три роки. 
Статут NCW/США передбачав засідання цієї організації щотри роки у Вашингтоні, округ Колумбія. На завершення різних ділових зустрічей 1888 року, пов'язаних з Міжнародною радою жінок, було досягнуто домовленості, що NCW/США проведе Перше трирічне засідання, передбачене його конституцією, в лютому 1891 року в Оперному театрі Олбо. Відповідальність за організацію цієї зустрічі була покладена на Центральну раду.

## Сьогодення організації
Сьогодні Національна рада жінок Сполучених Штатів Америки працює над вирішенням різноманітних проблем жінок у прагненні соціальної, економічної та політичної рівності, одночасно виступаючи єдиним голосом і форумом для просування прогресивних ідей та впливу на політичні рішення, які впливають на права людини. Вони представляють усі раси, віросповідання та традиції.
Національна рада жінок Сполучених Штатів Америки разом зі своїми організаціями-членами та окремими членами сьогодні продовжує дотримуватись своєї місії: сприяти застосуванню Золотого правила до суспільства, звичаїв і права.
Під час щорічної Комісії Організації Об'єднаних Націй зі статусу жінок Рада приймає сотні жінок з усього світу, представляючи їх Організації Об'єднаних Націй як організований орган із 192 країн з багатьма комісіями, конвенціями та договорами, які впливають на жінок і дітей по всьому світу. Здійснюючи моніторинг діяльності Організації Об'єднаних Націй та звітуючи про поточні проблеми та діяльність, вони також розробляють, організовують і проводять семінари та тренінги, що представляють інтереси громадськості.

## Організації-члени
Національна рада жінок є філією Міжнародної ради жінок . Наступні організації є філіями Національної ради жінок/США: NANBPWC, Delta Sigma Theta sorority, Nation to Nation Networking, Knowledge iTrust, Pan-Pacific and Southeast Asia Women's Association, Sigma Gamma Rho Sorority, Sister To Sister International, Soroptimist International, Союз українок Америки, Міжнародна мережа поінформованості про здоров'я, Національна рада асоціацій Гани, Американська асоціація ООН (Тампа-Бей, Флорида), «Голоси африканських матерів» та жіноча організація " Зета Пхі Бета ".

## Президенти Ради
- Саїде А. Браун
- Ірина Куровицька
- Белль С. Спаффорд
- Мері Лоу Дікінсон
- Єва Перрі Мур
- Віра Ріва
- Гоуп Скілман Шарі
- Мей Райт Сьюолл
- Мері Е. Сінглетері
- Сюзанна Штутман
- Мері Вуд Свіфт
- Френсіс Е. Віллард
- Меррінель Райс Салліван

## Галерея

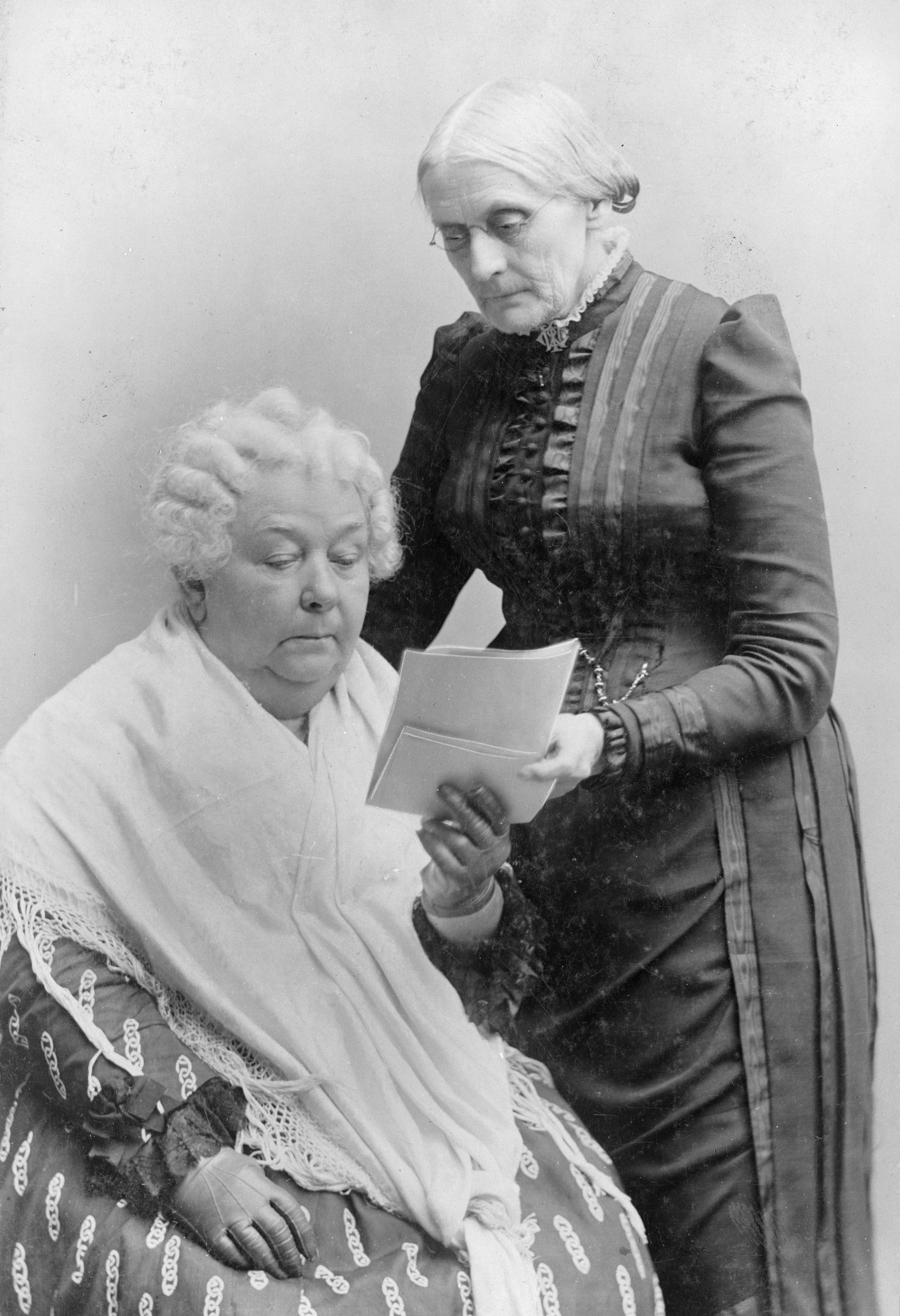
Елізабет Кеді Стентон, Сьюзен Б. Ентоні
графиня Абердін
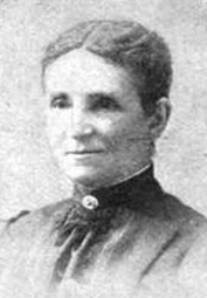
Ганна Джонстон Бейлі
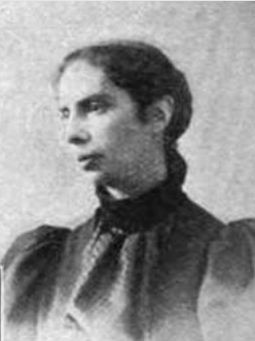
Еліс Стоун Блеквелл
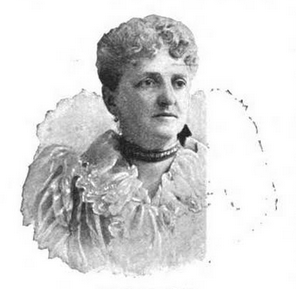
Лілі Деверо Блейк
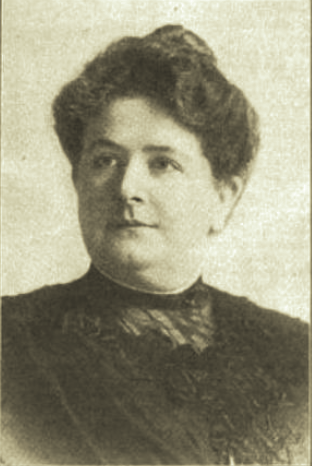
Френсіс Е. Бернс
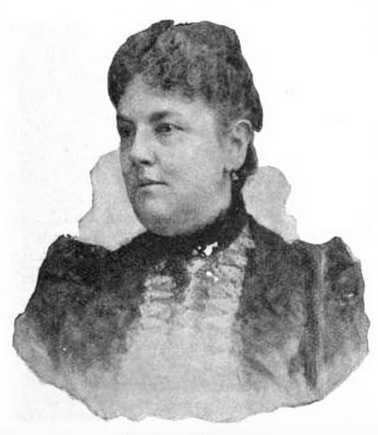
Мері Лоу Дікінсон
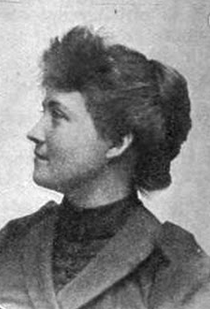
Міріам Говард Дюбоз
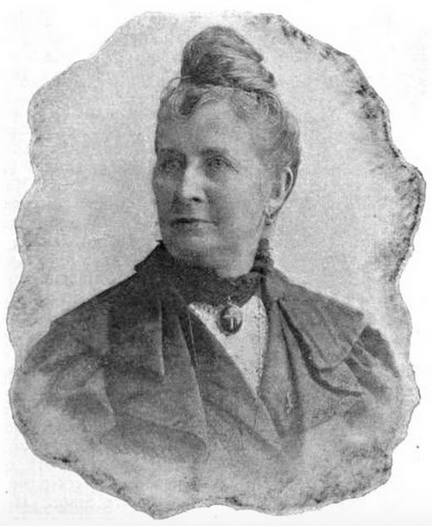
Імоген Корін Франсіскус Фалес
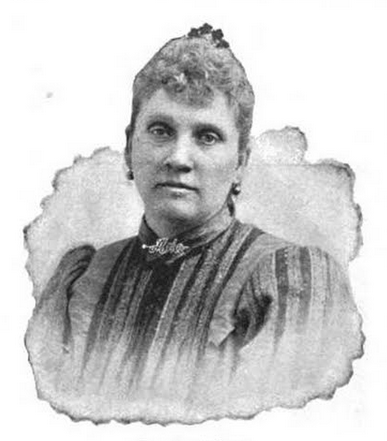
Суза Янг Гейтс
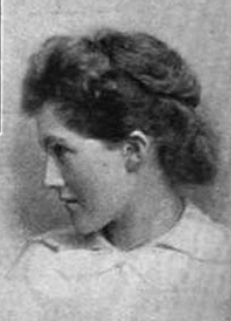
Гелен Августа Говард
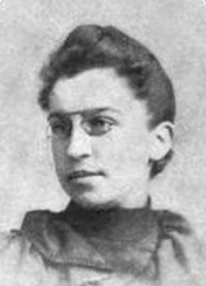
Жозефіна Хумпал-Земан
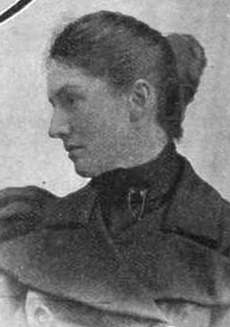
Клаудія Говард Максвелл
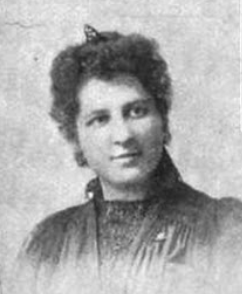
Біна Вест Міллер
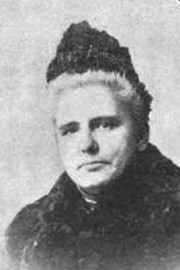
Анна Говард Шоу
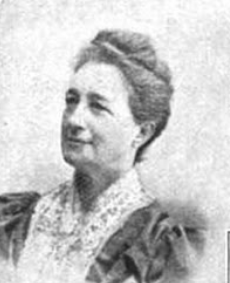
Кейт Браунлі Шервуд
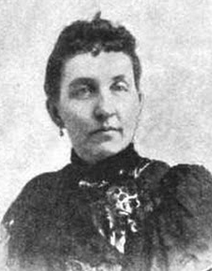
Мінні Дженсен Сноу
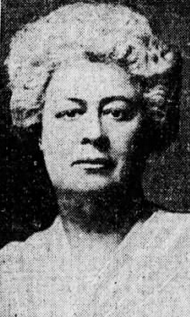
Мері Вуд Свіфт
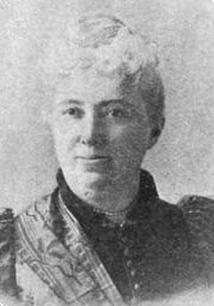
Луїза Роквуд Ворднер
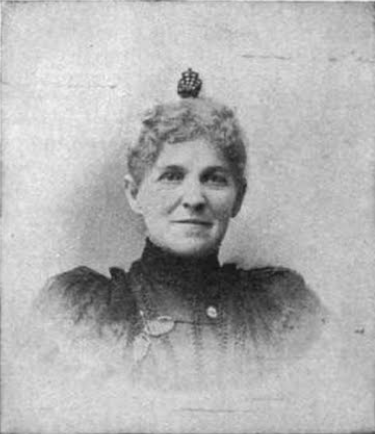
Енн Е. Вастелл
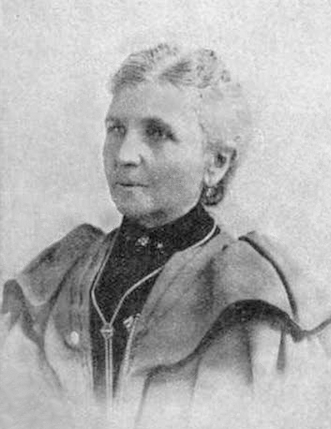
Еммелін Б. Веллс

### Атрибуція
- National Council of Women of the United States (1891). Transactions of the National Council of Women of the United States, Assembled in Washington, D.C., February 22 to 25, 1891 (вид. Public domain). J.B. Lippincott. ISBN 9780837011608.